# Kargał-Las
Kargał-Las – wieś w Polsce położona w województwie łódzkim, w powiecie piotrkowskim, w gminie Wola Krzysztoporska. Przez wieś przebiega trasa E75, autostrada A1. Do 2019 roku funkcjonowała restauracja McDonald’s oraz stacja paliw, zostały zamknięte w związku z rozbudową autostrady.
W latach 1975–1998 miejscowość administracyjnie należała do województwa piotrkowskiego.